# Newhall (Iowa)
Newhall – miasto w Stanach Zjednoczonych, w stanie Iowa, w hrabstwie Benton. W 2000 roku liczyło 886 mieszkańców.